# Zakład Karny w Chełmie

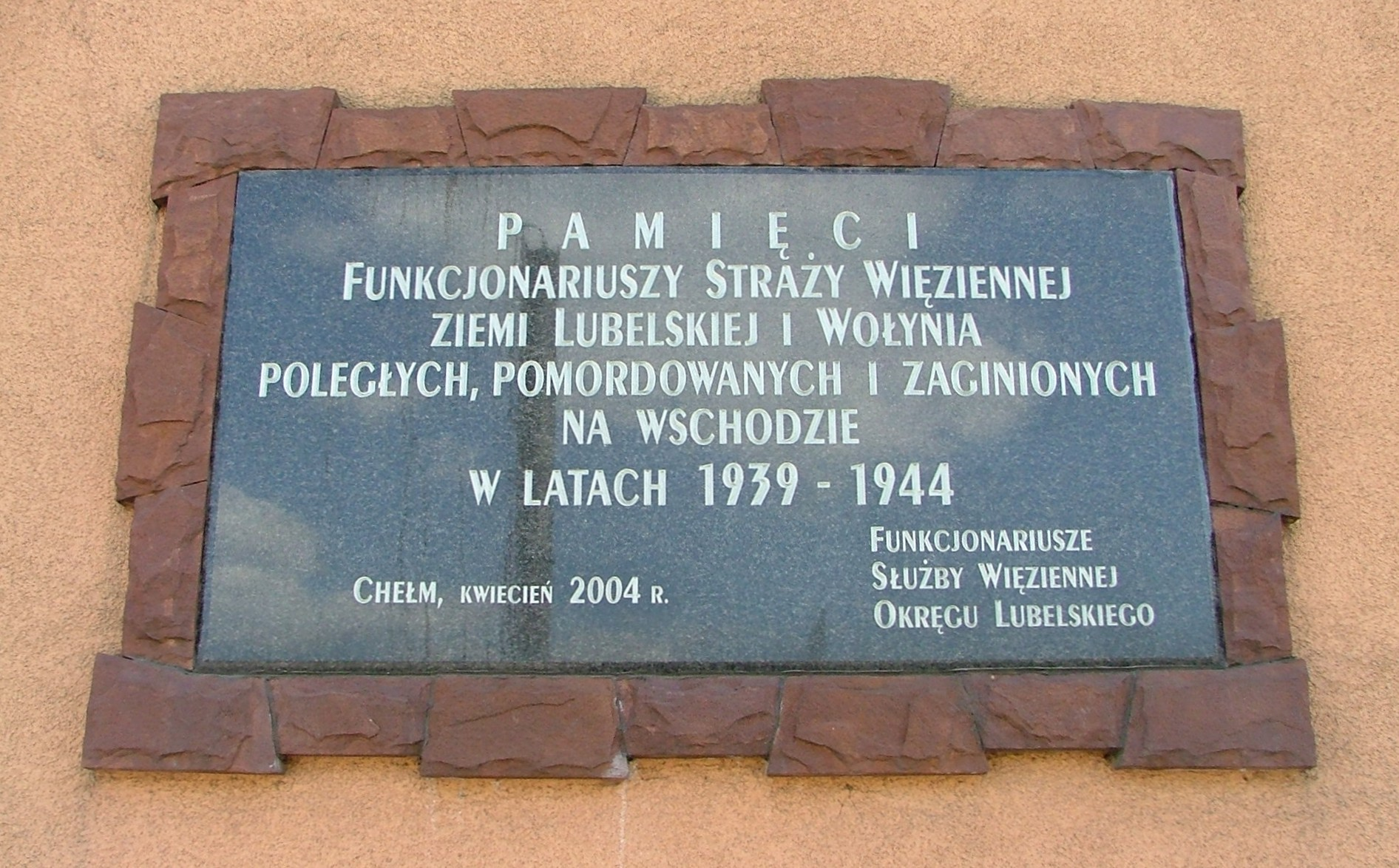
Tablica znajdująca się na murze ZK Chełm poświęcona pamięci funkcjonariuszy straży więziennej

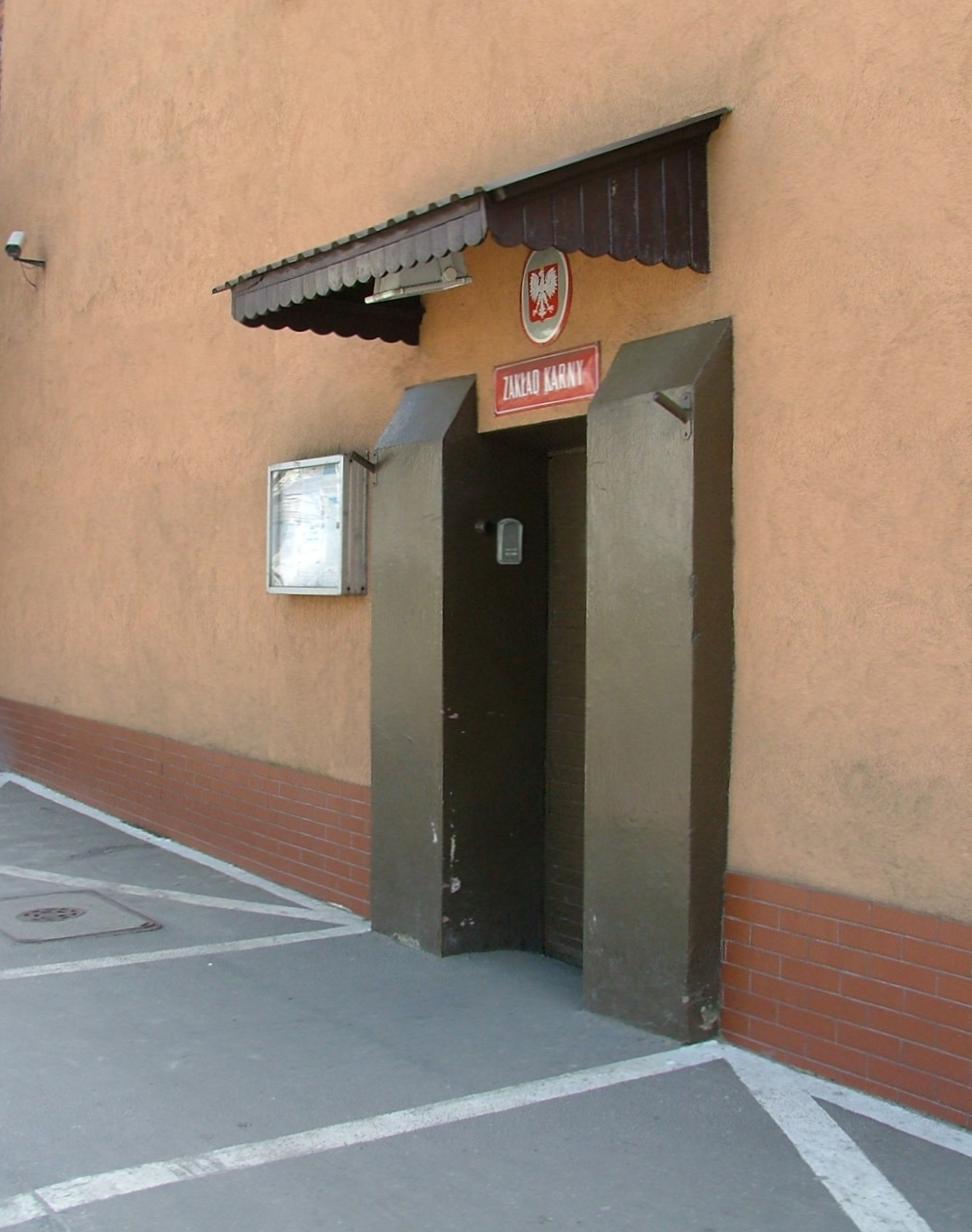
Główne wejście do ZK Chełm

Zakład Karny w Chełmie – zakład karny typu zamkniętego, przeznaczony dla skazanych mężczyzn recydywistów penitencjarnych (z grupą i podgrupą klasyfikacyjną R-1/z, R-1/p, R-1/t), z oddziałami:
- areszt śledczy dla mężczyzn
- półotwarty dla recydywistów (15 grudnia 2006 roku Dyrektor Generalny Służby Więziennej Zarządzeniem nr 23/06 z dnia 14.12.2006 r. zmienił przeznaczenie Zakładu Karnego w Chełmie, wprowadzając w profil skazanych recydywistów skierowanych do zakładu karnego typu półotwartego)
- terapeutyczny dla osób z niepsychotycznymi zaburzeniami psychicznymi lub upośledzonych umysłowo (z grupą i podgrupą klasyfikacyjną R-1/t)
- dla chorych na cukrzycę insulinozależną

Zakład karny w Chełmie zajmuje obszar ok. 40 tys. m², na którym jest 6 budynków (4 pawilony mieszkalne dla osadzonych).

## Historia
Od połowy XIX wieku do 1915 r. funkcjonował tu rosyjski areszt miejski sądowo-policyjny, w którym przetrzymywano Powstańców Styczniowych z 1863 r. i skazańców skierowanych na zsyłkę na Syberię. W latach 1915–1918 był tu austriacki wojskowy areszt polowy dla legionistów dezerterów.
Władze polskie przejęły obiekt w listopadzie 1918 r.
Od 1934 do 1939 r. służył on jako izolacyjne więzienie karno-śledcze.
W latach 1939–1944 więzienie było aresztem niemieckiej policji bezpieczeństwa, w którym więziono m.in. żołnierzy WP, AK i Służby Bezpieczeństwa.
Od lipca 1944 przejęły je ponownie władze polskie. Do 1956 r. w więzieniu byli osadzeni żołnierze AK, Armii Andersa, uciekinierzy z ZSRR i opozycjoniści.
Natomiast od 1954 do 1965 r. placówka miała status więzienia centralnego (rola selekcyjno-transportowa, rozbudowa terytorialna, oddziały zewnętrzne). Stało się tak ponieważ zlikwidowano więzienie na Zamku w Lublinie.
Zarządzeniem Nr 83/67 CZW MS z dnia 28 marca 1967 r. w sprawie przekształcenia Aresztu Śledczego w Prudniku, Krasnymstawie i Chełmie Lubelskim więzienie w Chełmie zostało przekształcone na zakład karny.

## Współpraca
Zakład Karny w Chełmie współpracuje z (art. 38 kkw):
- Urząd Miasta Chełma: Komisja Rozwiązywania Problemów Alkoholowych i Przeciwdziałania Przemocy w Rodzinie – w zakresie profilaktyki antyalkoholowej
- Stowarzyszenie Ośrodek Wspierania Rodziny w Chełmie oraz Chełmskie Stowarzyszenie Klubów Abstynenckich w zakresie działalności Klubu Abstynenta „Prosta Droga”
- Sekcja Kuratorów Zawodowych dla Dorosłych przy Sądzie Rejonowym w Chełmie
- Rejonowy Urząd Pracy w Chełmie – organizuje zajęcia Klubu Pracy
- Powiatowy Urząd Pracy w Chełmie
- Stacja Sanitarno-Epidemiologiczna – działania profilaktyczne i prewencyjne dotyczące problemów alkoholowych, narkomanii, przemocy w rodzinie, chorób zakaźnych, HIV – AIDS
- dział środków audio – wizualnych Biblioteki Publicznej – emisja w sieci radiowęzła książek w odcinkach
- Biblioteka Pedagogiczna – filmy wideo wyświetlane w ramach Dyskusyjnego Klubu Filmowego działającego w zakładzie
- Stowarzyszenie CHSKA „Odnowa” – pomoc skazanym uzależnionym od alkoholu
- Chełmski Dom Kultury
- Fundacja „Głos Ewangelii” – przekazuje wartości religijne, działa rzecz wzmocnienia życia małżeńskiego i rodzinnego
- ZUS
- KRUS
- przedszkola i szkoły w Chełmie
- Katolicki Uniwersytet Lubelski Jana Pawła II
- Stowarzyszenie Centrum Wolontariatu w Lublinie